# 阿格阿委
阿格阿委（a21 kɤ33 a21 vɪ31），《新唐书》作阿佩，水西（慕俄格）第二十代首领，唐朝时乌蛮罗甸王。
阿格阿委一说是汉牂牁“黑卢鹿”默部第四十七世首领，称“鬼主”“鬼王”。唐文宗开成元年（836年），以明州（今贵州省望谟县）之地向唐朝称臣。唐武宗会昌二年（842年），封阿佩为罗甸王，以其地为罗甸国，世有罗甸（今贵州省南部罗甸县地区），为贵州彝族先民之一支。